# Conchita Goyanes
Concepción «Conchita» Goyanes Muñoz (Coín, Málaga, 1946 – Madrid, 13 de febrero de 2016) fue una actriz española.

## Biografía
Perteneciente a una conocida familia de artistas, su abuelo materno fue el actor Alfonso Muñoz, su madre la actriz Mimí Muñoz y sus hermanas Vicky Lagos (viuda de Ismael Merlo), Mara y María José Goyanes. También fue hermana de Pepe Goyanes. En 1971 se casa con el guionista Juan Tébar y fueron padres del también guionista Pablo Tébar y de la actriz Rebeca Tébar. Concha contrajo un segundo matrimonio con el actor Máximo Martín Ferrer, del que había enviudado en el año 2002.
Su familia paterna era una saga de médicos. Su abuelo fue el Dr. José Goyanes Capdevila y su padre el Dr. José Goyanes Echegoyen (1904-1991).
Fue una de las actrices infantiles de la España de los años cincuenta y sesenta, debutando a los seis años en la obra Fuenteovejuna, bajo dirección de Adolfo Marsillach. 
Actriz fundamentalmente teatral, se prodigó poco en el cine. Sobre las tablas, interpretó, entre otras, El amante complaciente, El agujerito, Historias íntimas del Paraíso (1978), El sueño de una noche de verano (1980), Vamos a contar mentiras (1985), Las galas del difunto y La enamorada del rey (1986), El lindo don Diego (1990), Lisístrata (1991), La bella Dorotea (1993) y La visita que no tocó el timbre (1994).
En la gran pantalla, debutó a la corta edad de nueve años en la película Un fantasma llamado amor (1957), de Manuel Torrado. Posteriormente acompañaría a Rocío Dúrcal en su primera película, Canción de juventud (1962), de Luis Lucía.  En años sucesivos intervendría en no más de quince títulos, destacando Divinas palabras (1987).
Sin embargo, su trayectoria en televisión fue mucho más prolífica. Presente en Televisión Española desde los primeros años de existencia de la cadena, era, junto a Luis Varela, la artista adolescente por excelencia para todo tipo de títulos dramáticos y espacios de comedia. En los años setenta protagonizó la serie infantil Las aventuras del Hada Rebeca (1976) y en 1979 formó parte del reparto de la primera versión española de Barrio Sésamo. Más recientemente participó en Javier ya no vive solo (2002-2003), de Telecinco.
En 2006 hizo públicos los malos tratos y abusos sexuales a los que fue sometida de niña en los equipos de rodaje.
En 2008 se une al reparto de la segunda temporada de Herederos interpretando a la malvada Carlota durante la 2ª temporada, colaborando en el inicio de la 3ª hasta la muerte de su personaje. Entre 2009 y 2013 participó en el reparto de la serie de Canal Sur 1 Arrayán.
En 2014 reveló en el documental Timados, del canal de Youtube HispanTV, que fue estafada por El Corte Inglés y por ende decidió retirarse del mundo de la interpretación.
En la localidad de Coín, donde nació, hay una calle con su nombre.

## Trayectoria en TV
| - La que se avecina - Una pretty yonki, una salchicha a la americana y un salami acostado (27 de abril de 2015) - Tiene arreglo (2014) - Invitada (14 de enero de 2014) - Arrayán (2009-2013) - Escenas de matrimonio (2009) - Herederos (2008) - El Comisario - Última sesión (4 de febrero de 2004) - Javier ya no vive solo (2002-2003) - Academia de baile Gloria - Petición de mano (28 de junio de 2001) - Compañeros - ¿Cuándo vas a dejar de meterte en mis cosas? (8 de mayo de 2001) - Gatos en el tejado - Palos y astillas (14 de octubre de 1988) - Tarde de teatro - Vamos a contar mentiras (9 de noviembre de 1986) - Anillos de oro - Todo un caballero (1 de enero de 1983) - Escrito en América - Cadáveres para la publicidad (9 de septiembre de 1979) - Barrio Sésamo (1979-1980) - El juglar y la reina - El enigma de don Carlos (14 de noviembre de 1978) - Las aventuras del Hada Rebeca (1976) - Cuentos y leyendas - Ópera en Marineda (14 de enero de 1975) - Primera hora - 22 de diciembre de 1974 - Hora once - La historia de Sauce Pálido (17 de julio de 1971) - Rebeca y el Capitán (2 de octubre de 1971) - Una historia de socios y de novias (1 de abril de 1972) | - Sospecha - Lunes, 11'45 (30 de noviembre de 1970) - Teatro de siempre - La salvaje (5 de enero de 1970) - El avaro (16 de febrero de 1970) - Y al final esperanza - El weekend de Andrómaca (18 de febrero de 1967) - Habitación 508 - El reformatorio (20 de diciembre de 1966) - Tengo un libro en las manos - El caballero de Gracia (18 de agosto de 1966) - Estudio 1 - 50 años de felicidad (11 de enero de 1966) - La dama del mar (9 de noviembre de 1966) - La tercera palabra (25 de octubre de 1978) - El Señor Badanas (2 de marzo de 1980) - Tú tranquilo - El solterón (5 de junio de 1965) - Gran Teatro - Las brujas de Salem (31 de enero de 1965) - Novela - Jane Eyre (26 de abril de 1965) - Las aventuras de Tom Sawyer (27 de diciembre de 1965) - Orgullo y prejuicio (25 de abril de 1966) - La feria de las vanidades (23 de abril de 1973) - El billete de lotería (9 de septiembre de 1974) - Primera fila - Plaza de Oriente (18 de noviembre de 1964) - Suspenso en amor (27 de enero de 1965) - Estudio 3 - El extraño caso del Sr. Kellerman (13 de enero de 1964) |